# Mihalecz István (labdarúgó, 1947)
Mihalecz István (Zalaegerszeg, 1947. június 16. –) labdarúgó, középpályás, edző. Fia, ifjabb Mihalecz István szintén labdarúgó és edző.

## Pályafutása

### Játékosként
A Zalaegerszegi TE csapatában mutatkozott az élvonalban 1972. szeptember 17-én a Tatabányai Bányász ellen, ahol 1–0-s győzelmet aratott csapata. 1972 és 1983 között 280 bajnoki mérkőzésen szerepelt zalaegerszegi színekben és 46 gólt szerzett. Legjobb eredménye a ZTE-vel az 1974–75-ös idényben elért bajnoki hetedik helyezés volt. Utolsó élvonalbeli mérkőzésen a Haladás ellen 0–0-s döntetlent ért el csapata.

## Sikerei, díjai

### Játékosként
- Magyar bajnokság
  - 7.: 1974–75